# Air ball
L'air ball è nel basket un tiro non contestato che manca del tutto il canestro, il ferro, la rete e il tabellone.

## Origine
L'Oxford English Dictionary cita il primo uso di "air ball" in un articolo del 29 gennaio 1967 del (Hayward, California) Daily Review, che recita: "Cal State, four times lofting air balls at an orange basket that may as well have been painted invisible."
Un air ball di un giocatore avversario durante una partita competitiva di solito spinge i fan (principalmente nei college) a cantare “Aiiiir ball! Aiir ball! ” ripetutamente per umiliare il tiratore.

## Comportamento del pubblico e conseguenze
Nelle squadre di pallacanestro collegiale si è scoperto che le folle cantavano inizialmente quando l'air ball veniva effettuato a distanza e quando ne risultava un possesso perso. Le folle di casa erano anche più persistenti nei loro canti quando il tiro era più lontano dal canestro. Una statistica ha mostrato che i giocatori in trasferta che hanno effettuano un air ball avevano un tasso di successo più basso nel tiro successivo, rispetto ai giocatori di casa, tuttavia, questa differenza non era correlata ai cori.